# Pyrausta phoenicealis
Pyrausta phoenicealis là một loài bướm đêm trong họ Crambidae. Larvae also feed on Lamiaceae mint plants, such as Hyptis pectina, Coleus species and rosemary.